# Rasmus Helveg Petersen
Pour les articles homonymes, voir Petersen.
Rasmus Helveg Petersen, né le 17 juin 1968 à Copenhague (Danemark), est un homme politique danois, membre du Parti social-libéral (RV).

## Biographie
Rasmus Helveg Petersen est le fils de l'ancien ministre des affaires étrangères Niels Helveg Petersen, et le petit-fils de Kristen Helveg Petersen et Lilly Helveg Petersen, respectivement ancien ministre et ancienne maire de Copenhague. Il est également le frère de Morten Helveg Petersen, ancien député au Folketing et au Parlement européen.
De 1989 à 1993, il suit des études à l'école danoise du journalisme située à Aarhus. Il rejoint après ses études le centre d'information sur l'Union européenne du Folketing, comme chargé de communication. En 1995, il devient journaliste politique au château de Christiansborg pour le Jyllands-Posten et Dagbladet Information. En 1999, il devient conseiller en stratégie pour l'organisation humanitaire Folkekirkens Nødhjælp. En 2007, il devient le directeur de la communication de la société danoise de l'arthrite puis, en 2009, de la branche danoise de WWF.
Engagé au sein du Parti social-libéral comme son père et son frère, il est élu député au Folketing lors des élections législatives de 2011. Après son élection, il devient le porte-parole de son groupe parlementaire pour les questions d'affaires étrangères, de climat et d'énergie.
Le 21 novembre 2013, il est nommé ministre de la Coopération pour le développement dans le gouvernement de la sociale-démocrate Helle Thorning-Schmidt après la démission de Christian Friis Bach.
Le 3 février 2014, il devient ministre du Climat et de l'Énergie dans le nouveau gouvernement de Helle Thorning-Schmidt, formé après le départ du Parti populaire socialiste de la coalition.
Il échoue à être réélu pour un second mandat au Folketing lors des élections législatives de juin 2015 à l'issue desquelles le Parti social-libéral perd plus de la moitié de ses sièges. Il devient alors le premier suppléant pour son parti dans sa circonscription, et siège à ce titre comme membre temporaire du Folketing, en remplacement Zenia Stampe, de septembre à décembre 2015. À partir de janvier 2016, il devient directeur de l'Institut danois pour les partis et la démocratie, une organisation de promotion de la démocratie dans des pays en développement.
En avril 2018, il est investi comme candidat social-libéral pour les élections législatives dans la circonscription de Funen, alors qu'il était jusqu'ici candidat dans celle de Seeland.  En septembre, il revient siéger comme membre temporaire du Folketing pendant le congé maternité de Zenia Stampe jusqu'en mai 2019, et assure alors les fonctions de porte-parole du groupe sur les questions d'emploi, d'agriculture et de logement.
Il est de nouveau élu député de plein exercice au Folketing lors des élections législatives du 5 juin 2019. Il devient alors porte-parole de son groupe sur les questions sociales, de ruralité et de pêche, des rôles qu'il abandonne en février 2021 pour devenir vice-président du Folketing jusqu'à la fin de la législature.
Candidat à un nouveau mandat lors des élections législatives de novembre 2022, il échoue à être réélu, alors que le Parti social-libéral accuse de lourdes pertes.
En juillet 2023, il annonce briguer le poste de tête de liste du parti pour les élections européennes de 2024 après que son frère Morten Helveg Petersen, tête de liste lors des précédents scrutins, ait annoncé ne pas se présenter. En septembre 2023, il est toutefois battu au deuxième tour de l'élection interne désignant Sigrid Friis Frederiksen comme tête de liste.
En mars 2024, il devient directeur de la communication de la branche danoise de Vattenfall.